# Paduli
Paduli è un comune italiano di 3 542 abitanti della provincia di Benevento in Campania.

## Geografia fisica
Paduli è situata sulla cima di uno sperone tra la valle del fiume Calore Irpino e quella del Tammaro, nell'Appennino campano.

## Storia
In epoca preromana il territorio dovette essere abitato dagli Hirpini, una tribù sannitica stanziata su buona parte dell'Appennino campano.
Al tempo dei Romani, al confine con Sant'Arcangelo Trimonte, vi era Forum Novum (attuale Forno Nuovo) lungo la via Minucia (poi via Traiana) al X miglio romano da Beneventum; in quel sito vi era un mercato pubblico e una mutatio citata negli Itinerari romani. Ivi si sono rinvenute molte anticaglie, iscrizioni e ruderi romani.
Il sito era posto lungo una direttrice che da Beneventum per la valle del Miscano andava ad Eca (presso Troia).
Molto probabilmente dopo la caduta dell'impero romano e le invasioni barbariche tutte le genti che abitavano lungo il Tammaro e il Calore in aree facilmente accessibili cercarono rifugio e scampo rifugiandosi in zone non raggiungibili facilmente e più difendibili. Con l'arrivo dei Normanni, tale piccolo centro abitato in posizione strategica fu da essi fortificato e ampliato.

### Dominio feudale
Sotto gli Angioini, perduta l'autonomia, passò successivamente ai Shabran, ai Carbone e ad un Gentile da Montecalvo, ai Pignatelli, ai Cossa, ai Caracciolo, ai Barone, agli Spinelli, ai Cybo i quali nel 1726 lo vendettero ai Coscia di Benevento, che sui ruderi dell'antico castello, che aveva ospitato: i conti di Ariano, il duca Rainulfo, re Ruggiero, Tancredi, Federico II, Manfredi, Ladislao, Renato D'Angiò, Francesco Sforza, e Alfonso I d'Aragona, edificarono un grande palazzo posseduto dalla famiglia De Vivo.
Nel quadriennio 1743-46 il suo territorio fu soggetto alla competenza territoriale del regio consolato di commercio di Ariano, nell'ambito della provincia di Principato Ultra.

### Epoca moderna
All'interno del regno delle Due Sicilie Paduli fu capoluogo di circondario nell'ambito del distretto di Ariano.

## Monumenti e luoghi d'interesse

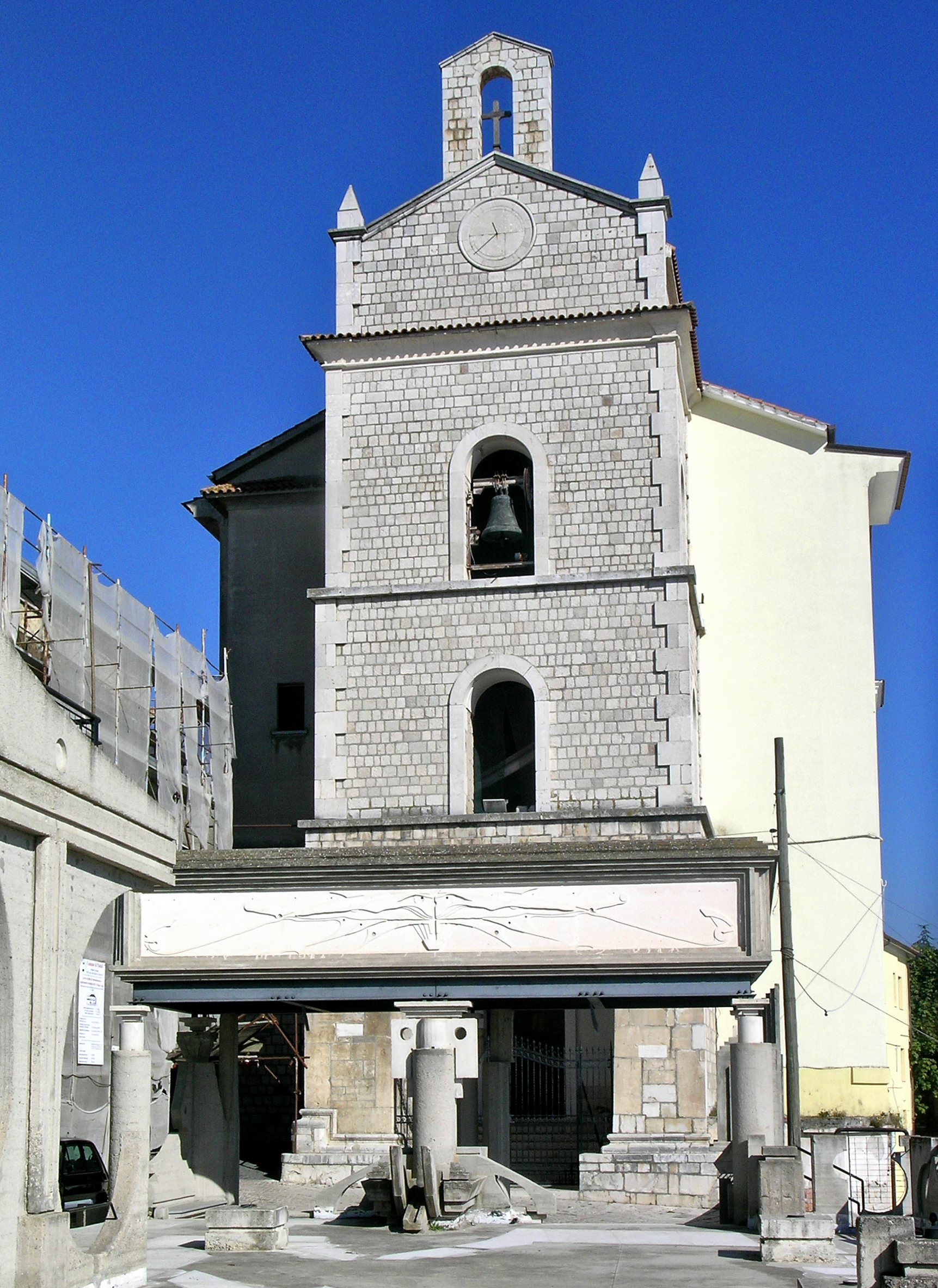
La chiesa madre di San Bartolomeo

### Architetture religiose
- Chiesa Madre, con l'originale collocazione dell'ingresso alla base del campanile
- Chiesa di San Nicola
- Chiesa di San Giovanni Battista
- Convento e chiesa S. Maria di Loreto
- Chiesa Madonna di Lourdes di Piana Ferrara
- Chiesa della Madonna delle Grazie
- Chiesa della Madonna Addolorata e del Sacro Cuore, contenente diverse opere del maestro Mimmo Paladino.

## Società

### Evoluzione demografica
Abitanti censiti

## Infrastrutture e trasporti

### Strade
Il territorio comunale è attraversato dalla strada statale 90 bis che consente i collegamenti, oltre che con il capoluogo Benevento, anche con Ariano Irpino e Foggia.

### Ferrovie
La stazione di Paduli sul Calore, situata nell'area industriale di Ponte Valentino, fu interamente rimodernata e ampliata tra il 1990 e il 2000 nell'ambito dei lavori di raddoppiamento dei binari della ferrovia Napoli-Foggia. Tuttavia lo scalo merci non è stato riattivato e anzi a partire dal 2005 la stazione è stata chiusa anche al servizio viaggiatori.

## Amministrazione
Di seguito è presentata una tabella relativa alle amministrazioni che si sono succedute in questo comune.
| Periodo | Periodo   | Primo cittadino      | Partito                  | Carica            | Note |
| ------- | --------- | -------------------- | ------------------------ | ----------------- | ---- |
| 1952    | 1960      | Enrico Falbo         | Democrazia Cristiana     | Sindaco           |      |
| 1960    | 1975      | Rocco Ranaldo        | Democrazia Cristiana     | Sindaco           |      |
| 1975    | 1989      | Enrico Follo         | Democrazia Cristiana     | Sindaco           |      |
| 1989    | 1990      | Pellegrino Ranaldo   | Democrazia Cristiana     | Sindaco           |      |
| 1990    | 1999      | Michele Feleppa      | Democrazia Cristiana-PPI | Sindaco           |      |
| 1999    | 2009      | Giovanni De Gennaro  | Lista civica: (DS-PD)    | Sindaco           |      |
| 2009    | 2010      | Michele Feleppa      | Lista civica: (PdL)      | Sindaco           |      |
| 2010    | 2011      | Silvana D'Agostino   |                          | Comm. prefettizio |      |
| 2011    | 2014      | Michele Feleppa      | Lista civica: (PdL)      | Sindaco           |      |
| 2014    | 2015      | Maria Laura Mammetti |                          | Comm. prefettizio |      |
| 2015    | in carica | Domenico Vessichelli | Lista civica: (PD)       | Sindaco           |      |

### Gemellaggi
- Oyster Bay
- Campbeltown